# Комиссия по безопасности ЦК ПОРП
Комиссия по безопасности ЦК ПОРП (пол. Komisja Bezpieczeństwa KC PZPR), более полное название: Комиссия секретариата политбюро ЦК ПОРП по общественной безопасности (пол. Komisja Sekretariatu Biura Politycznego KC PZPR ds. Bezpieczeństwa Publicznego) — структурное подразделение высшего органа партийно-государственной власти ПНР в 1949-1954 годах. Определяла направления карательной политики, руководила деятельностью Министерства общественной безопасности и других силовых структур. Являлась высшим руководящим и координационным органом политических репрессий. Расформирована в порядке десталинизации.

## Состав
Комиссия по безопасности была учреждена при руководстве ПОРП 24 февраля 1949 года. Первоначально ставилась задача обеспечить контроль за проведением партийной линии в деятельности Министерства общественной безопасности (МОБ). 
Значение комиссии подчёркивалось тем, что председательство принял на себя лично глава партии и государства 
- Болеслав Берут

оперативное руководство комиссией осуществлял член политбюро ЦК ПОРП 
- Якуб Берман[1], курировавший в партийном руководстве силовые структуры и карательные органы

в комиссии состояли
- Станислав Радкевич, министр общественной безопасности, генерал дивизии

- Роман Ромковский, заместитель министра общественной безопасности, генерал бригады

- Конрад Светлик, заместитель министра общественной безопасности, генерал бригады

- Мечислав Метковский, заместитель министра общественной безопасности, секретарь организации ПОРП в МОБ, генерал бригады

- Хилари Минц, член политбюро ЦК ПОРП, вице-премьер ПНР, куратор экономической политики.

К деятельности комиссии привлекался также полковник МОБ Анатоль Фейгин, возглавлявший информационное управление, затем департамент «по борьбе с провокациями в рабочем движении» — контролем за ситуацией в правящей партии.
Таким образом, в комиссию входили высшие политические руководители ПОРП и ПНР (Берут, Берман, Минц), центральное руководство МОБ (Радкевич, Ромковский, Светлик, Метковский), представитель «особого отдела» (Фейгин). По состоянию на конец 1940-х — начало 1950-х этот состав превращал Комиссию по безопасности в полномочный — хотя внеконституционный — орган высшей политической власти.

## Деятельность
В течение пяти лет Комиссия по безопасности ЦК ПОРП руководила политическими репрессиями в стране — подавлением антикоммунистического партизанского движения и подполья, ликвидацией легальной оппозиции правящему режиму, преследованиями католической церкви. Комиссия формулировала политические установки для МОБ, перед ней отчитывались функционеры госбезопасности. Часто Комиссия предвосхищала судебные решения и давала разнарядки по количеству политически мотивированных судебных приговоров.
Комиссия принимала политические решения в ходе партийных чисток в самой ПОРП — в частности, об арестах и судах над Владиславом Гомулкой, Марианом Спыхальским, Вацлавом Комаром.

## Упразднение
После смерти Сталина 5 марта 1953 года в руководящих кругах стран Восточной Европы произошло ослабление позиций ортодоксально-сталинистских группировок (члены Комиссии по безопасности ЦК ПОРП относились именно к этой политической категории). Масштабы политических репрессий заметно сократились. В декабре 1954 было упразднено МОБ, его функции переданы вновь созданным МВД и Комитету общественной безопасности. Наряду с министерством, была расформирована и Комиссия.
Болеслав Берут в 1956 скончался в Москве при неясных обстоятельствах.
Якуб Берман, Станислав Радкевич, Хилари Минц, Мечислав Метковский после прихода к власти Владислава Гомулки были сняты с постов, привлечены к партийной ответственности и исключены из ПОРП за «нарушения социалистической законности» и «политические ошибки».
Роман Ромковский и Анатоль Фейгин предстали перед судом и отбыли тюремные сроки за применение пыток.
Конрад Светлик единственный из бывших членов Комиссии продолжал карьеру в силовых структурах и партаппарате. Некоторое время он служил в МВД, затем перешёл в сельскохозяйственный отдел ЦК ПОРП.